# Stírfaka
Stírfaka (Stirfaka) är en ort i Grekland.   Den ligger i prefekturen Fthiotis och regionen Grekiska fastlandet, i den centrala delen av landet, 160 km nordväst om huvudstaden Aten. Stírfaka ligger 228 meter över havet och antalet invånare är 326.
Terrängen runt Stírfaka är huvudsakligen kuperad, men åt sydväst är den platt. Terrängen runt Stírfaka sluttar söderut. Runt Stírfaka är det ganska tätbefolkat, med 155 invånare per kvadratkilometer. Närmaste större samhälle är Lamia, 12,4 km sydost om Stírfaka. == Kommentarer ==
1. ↑  Framräknat ur variansen i alla höjduppgifter (DEM 3") från Viewfinder Panoramas, inom 10 km radie.[2] Mer om algoritmen finns här: Användare:Lsjbot/Algoritmer.